# Гунелл, Камилла
Камилла Гунелл (швед. Camilla Gunell; род. 7 сентября 1970, Мариехамн) — политик Аландских островов, премьер-министр (2011—2015) правительства Аландов.

## Биография
Родилась 7 сентября 1970 года.
С 2003 по 2005 год — депутат Парламента Аландских островов от социал-демократической партии.
С 2005 по 2007 год — министр образования и культуры в правительстве Аландских островов, а с 2007 по 2011 год вновь являлась депутатом Парламента Аландов. С 17 октября 2011 по 18 октября 2015 года была в должности премьер-министра правительства Аландских островов.